# Lygie (equipa ciclista)

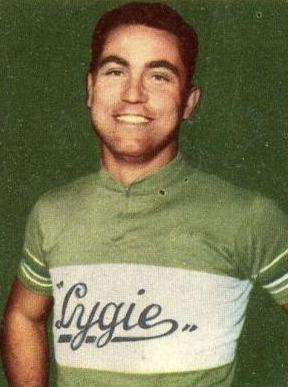
Mario Ghella

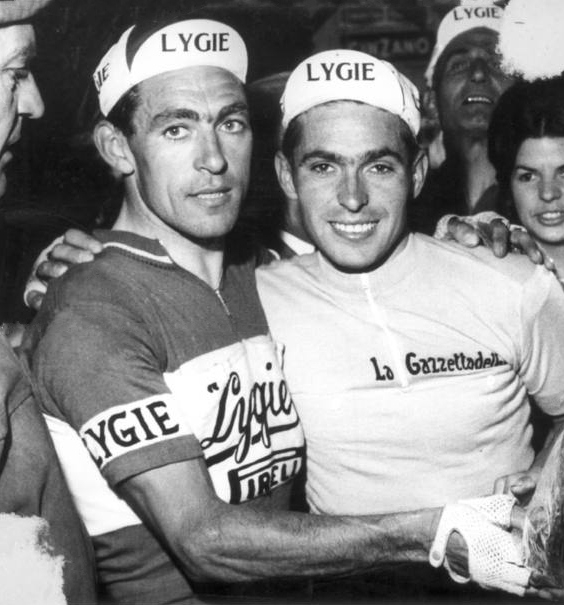
Aldo e Enzo Moser ao 1964

Lygie foi um equipa ciclista italiana, de ciclismo em estrada que competiu entre 1922 e 1964, em diferentes períodos.
Surgido a partir da fábrica de bicicletas do mesmo nome, esteve activo principalmente entre 1922 e 1923, entre 1938 e 1940, entre 1946 e 1960, e entre 1963 e 1964. Durante algumas temporadas fez o papel de filial da equipa Atala.

## Principais resultados
- Giro de Toscana: Mario Vicini (1938), Vito Taccone (1963)
- Giro de Úmbria: Giordano Cottur (1939)
- Giro do Lacio: Mario Vicini (1939), Michele Motta (1947), Loretto Petrucci (1955)
- Milano-Turino: Italo De Zan (1947)
- Milão-Sanremo: Loretto Petrucci (1953)
- Paris-Bruxelas: Loretto Petrucci (1953)
- Giro dos Apeninos: Aurelio Cestari (1957)

### Nas grandes voltas
- Giro d'Italia
  - 8 participações (1922, 1938, 1939, 1940, 1947, 1948, 1963, 1964)
  - 11 vitórias de etapa:
    - 3 em 1938: Marco Cimatti, Mario Vicini, Giordano Cottur
    - 1 em 1939: Giordano Cottur
    - 1 em 1947: Antonio Bevilacqua
    - 5 em 1963: Vito Taccone (5)
    - 1 em 1964: Marcello Mugnaini

  - 0 classificações finais:
  - 1 classificação secundária:
    - Grande Prêmio da montanha: Vito Taccone (1963)

- Tour de France
  - 0 participações

- Volta a Espanha
  - 0 participações